# جيف غراي (لاعب كرة قاعدة)
جيف غراي (بالإنجليزية: Jeff Gray)‏ هو لاعب كرة قاعدة أمريكي، ولد في 19 نوفمبر 1981 في تكساس سيتي في الولايات المتحدة.

## وصلات خارجية
- جيف غراي (لاعب كرة قاعدة) على موقع دوري كرة القاعدة الرئيسي (الإنجليزية)
- جيف غراي (لاعب كرة قاعدة) على موقعبيزبول رفرنس.كوم (الدوري الرئيسي) (الإنجليزية)
- جيف غراي (لاعب كرة قاعدة) على موقعبيزبول رفرنس.كوم (الدوري الثانوي) (الإنجليزية)
- جيف غراي (لاعب كرة قاعدة) على موقع إي إس بي إن.كوم (أم.أل.بي) (الإنجليزية)
- جيف غراي (لاعب كرة قاعدة) على موقع مشجعي الرسوم البيانية (الإنجليزية)